# KDY
KDY es una empresa argentina de indumentaria deportiva que tiene su sede en la ciudad de Quilmes. Creada en el 2007 por el empresario Enrique Vilouta. 
En la actualidad, viste a: Defensa y Justicia y Unión de la Primera División, Agropecuario, Colón  y Güemes de la Primera Nacional, a Central Norte del Torneo Federal A y a Berazategui de la Primera C.
En la Primera División de Argentina vistió a Lanús desde 2013 hasta el 2016, que además se coronó campeón de la Copa Sudamericana 2013 y el Torneo Transición 2016. Al mismo tiempo, también equipa de indumentaria deportiva a La Plata Rugby Club, el Círculo Universitario de Quilmes y al Club Alemán de Hockey.
- Datos: Q16586141